# إريك كارافاكا
إريك كارافاكا (بالفرنسية: Éric Caravaca)‏ هو كاتب سيناريو ومخرج وممثل فرنسي، ولد في 21 نوفمبر 1966 في فرنسا.

## أعمال

### أفلام
- (2003) السيد إبراهيم[4]

## وصلات خارجية
- إريك كارافاكا على موقع IMDb (الإنجليزية)
- إريك كارافاكا على موقع قاعدة بيانات الأفلام العربية
- إريك كارافاكا على موقع ألو سيني (الفرنسية)
- إريك كارافاكا على موقع أول موفي (الإنجليزية)
- إريك كارافاكا على موقع قاعدة بيانات الأفلام السويدية (السويدية)
- إريك كارافاكا على موقع قاعدة بيانات الفيلم (الإنجليزية)
- إريك كارافاكا على موقع كينوبويسك (الروسية)